# Sherilyn Fenn
Sherilyn Fenn (n. 1 februarie 1965 in Detroit)  este o actriță americană și un renumit model playboy. S-a făcut cunoscută prin rolul lui Audrey Horne în serialul TV Twin Peaks (1990–1991, 2017), pentru care a fost nominalizată la Premiul Globul de Aur și un Premiu Emmy. Alte performanțe notabile ale sale sunt rolurile din filmele Wild at Heart (1990), Of Mice and Men (1992), Boxing Helena (1993) și sitcomul Rude Awakening (1998–2001).

## Date biografice
Sherilyn este sora cea mică a doi frați mai în vârstă, mama lor Arlene Quatro este sora muzicienei  Suzi Quatro. Mama ei renunță la cariera muzicală dedicându-se creșterii copiilor. La vârsta de 17 ani Sherilyn se mută împreună cu mama ei la  Los Angeles, unde a început să studieze dramatrgia. Cariera ei ca actriță a început în anul 1986 cu filmul  Interceptor, nu a avut un caracter de succes. Între anii 1994 -  1997 a fost  căsătorită cu Toulouse Holliday, cu care are un băiat. În anul 1990 poza ei apare pe coperta unei reviste playboy, iar în 1991 apare pe lista revistei People unde sunt trecuți 50 de nume, considerate ca cele mai frumoase persone din lume.

## Filmografie
| An   | Titlu                           | Rol                            | Note                      |
| ---- | ------------------------------- | ------------------------------ | ------------------------- |
| 1984 | The Wild Life                   | Penny Harlin                   |                           |
| 1985 | Out of Control                  | Katie                          |                           |
| 1985 | Just One of the Guys            | Sandy                          |                           |
| 1985 | Dummies                         |                                | Scurtmetraj AFI           |
| 1986 | Thrashin'                       | Velvet                         |                           |
| 1986 | The Wraith                      | Keri Johnson                   |                           |
| 1987 | Zombie High                     | Suzi                           |                           |
| 1988 | Two Moon Junction               | April Delongpre                |                           |
| 1989 | Crime Zone                      | Helen                          |                           |
| 1989 | True Blood                      | Jennifer Scott                 |                           |
| 1990 | Backstreet Dreams               | Lucy                           |                           |
| 1990 | Wild at Heart                   | Girl in accident               |                           |
| 1990 | Meridian                        | Catherine Bomarzini            |                           |
| 1991 | Desire and Hell at Sunset Motel | Bridget 'Bridey' DeSoto        |                           |
| 1991 | Diary of a Hitman               | Jain Zidzyck                   |                           |
| 1992 | Ruby                            | Sheryl Ann 'Candy Cane' DuJean | + interpretare de piesă   |
| 1992 | Of Mice and Men                 | Curley's wife                  |                           |
| 1993 | Three of Hearts                 | Ellen Armstrong                |                           |
| 1993 | Boxing Helena                   | Helena                         |                           |
| 1993 | Fatal Instinct                  | Laura Lincolnberry             |                           |
| 1997 | Lovelife                        | Molly                          |                           |
| 1997 | Just Write                      | Amanda Clark                   |                           |
| 1998 | The Shadow Men                  | Dez Wilson                     |                           |
| 1998 | Outside Ozona                   | Marcy Duggan Rice              |                           |
| 1999 | Darkness Falls                  | Sally Driscoll                 |                           |
| 2000 | Cement                          | Lyndel Holt                    |                           |
| 2002 | Swindle                         | Sophie Zenn                    |                           |
| 2003 | The United States of Leland     | Angela Calderon                |                           |
| 2003 | Dream Warrior                   | Sterling                       |                           |
| 2006 | Novel Romance                   | Liza Normane Stewart           |                           |
| 2007 | Treasure Raiders                | Lena                           |                           |
| 2009 | Fist of the Warrior             | Katie Barnes                   | aka Lesser of Three Evils |
| 2009 | The Scenesters                  | A.D.A. Barbara Dietrichson     |                           |
| 2013 | Raze                            | Elizabeth                      |                           |
| 2015 | Something About Her             | Charlene                       | in production             |

| Anul      | Titlu                               | Rol                              | Note |
| --------- | ----------------------------------- | -------------------------------- | --- |
| 1984      | Silence of the Heart                | Monica                           | CBS TV movie |
| 1985      | Cheers                              | Gabrielle                        | episodul 4.04 "The Groom Wore Clearasil" |
| 1987      | 21 Jump Street                      | Diane Nelson                     | episodul 1.09 "Blindsided" |
| 1987      | Tales from the Hollywood Hills      | Betty                            | episodul "A Table at Ciro's" |
| 1988      | Divided We Stand                    | Lorraine                         | ABC TV pilot – not ordered to series |
| 1988      | ABC Afterschool Special             | Beth                             | episodul 17.2 "A Family Again" |
| 1989      | TV 101                              | Robin Zimmer                     | episoadele 1.07, 1.08 "The Last Temptation of Checker" (part 1&2) |
| 1990–1991 | Twin Peaks                          | Audrey Horne                     | ABC TV series — series regular Nominated—Emmy Award for Outstanding Supporting Actress in a Drama Series Nominated—Golden Globe Award for Best Supporting Actress – Series, Miniseries or Television Film |
| 1991      | Dillinger                           | Billie Frechette                 | ABC TV movie |
| 1994      | Spring Awakening                    | Margie                           | CBS TV movie |
| 1995      | Slave of Dreams                     | Zulaikha                         | Showtime TV movie |
| 1995      | Tales from the Crypt                | Erika                            | episodul 6.15 "You, Murderer" |
| 1995      | Liz: The Elizabeth Taylor Story     | Elizabeth Taylor                 | NBC miniseries |
| 1996      | A Season in Purgatory               | Kit Bradley                      | CBS miniseries |
| 1997      | Friends                             | Ginger                           | episodul 3.14 "The One with Phoebe's Ex-Partner" |
| 1997      | The Don's Analyst                   | Isabella Leoni                   | TMC TV movie |
| 1997      | Prey                                | Dr. Sloan Larkin                 | original pilot—also known as Hungry for Survival |
| 1998      | Nightmare Street                    | Joanna Burke / Sarah Randolph    | ABC TV movie |
| 1998–2001 | Rude Awakening                      | Billie Frank                     | Showtime TV series — lead |
| 1998      | Cupid                               | Helen Davis                      | episodul 1.07 "Pick-Up Schticks" |
| 1999      | Love, American Style                | Nancy                            | segment "Love and the Jealous Lover" |
| 2001      | The Outer Limits                    | Nora Griffiths / Nora's clone    | episodul 7.07 "Replica" |
| 2001      | Night Visions                       | Charlotte                        | episodul 1.08 "Used Car" |
| 2001      | Blind Men                           |                                  | CBS TV pilot—not ordered to series |
| 2001      | Off Season                          | Patty Winslow                    | Showtime TV movie |
| 2002      | Watching Ellie                      | Vanessa                          | episoadele 1.05 "Cheetos", 1.07 "Gift" |
| 2002      | Dawson's Creek                      | Alexandra 'Alex' Pearl           | episoadele 5.20 "Separate Ways (Worlds Apart)", 5.21 "After Hours", 5.22 "The Abby" |
| 2002      | Birds of Prey                       | Dr. Harleen Quinzel/Harley Quinn | original pilot |
| 2002      | Scent of Danger                     | Brenna Shaw                      | Film TV |
| 2002      | Law & Order: Special Victims Unit   | Gloria Stanfield                 | episodul 4.02 "Deception" |
| 2003      | Nightwaves                          | Shelby Naylor                    | Film TV |
| 2003      | Gilmore Girls                       | Sasha                            | episodul 3.21 "Here Comes the Son" — backdoor pilot for spin-off, not ordered to series |
| 2003–2004 | Boston Public                       | Violet Montgomery                | recurring role (4 episoade) |
| 2004      | Cavedweller                         | M.T.                             | Showtime TV movie |
| 2004      | NCIS                                | Jane Doe/Suzzanne McNeil         | episodul 1.10 "Left for Dead" |
| 2004      | Century Cities                      | Bree Clemens                     | episodul 1.07 "The Face Was Familiar" |
| 2004      | Mister Ed                           | Carlotta Pope                    | Fox TV pilot – not ordered to series |
| 2004      | Pop Rocks                           | Allison Harden                   | ABC TV movie |
| 2005      | Officer Down                        | Kathryn Shaunessy                | Film TV |
| 2005      | Deadly Isolation                    | Susan Mandaway                   | Film TV |
| 2005      | Judging Amy                         | Heather Reid                     | episodul 6.22 "My Name Is Amy Gray..." |
| 2005      | The 4400                            | Jean DeLynn Baker                | episodul 2.7 "Carrier" |
| 2006      | Presumed Dead                       | Det. Mary Anne 'Coop' Cooper     | Film TV |
| 2006–2007 | Gilmore Girls                       | Anna Nardini                     | The WB/The CW TV series — recurring role (8 episodes) |
| 2006      | CSI: Miami                          | Gwen Creighton                   | episodul 4.22 "Open Water" |
| 2006      | Three Moons Over Milford            | Janet Davis                      | original pilot |
| 2006      | Smith                               | Debbie Turkenson                 | episodul 1.06 "Six" |
| 2007      | The Dukes of Hazzard: The Beginning | Lulu Hogg                        | ABC TV movie |
| 2008      | House M.D.                          | Mrs. Soellner                    | episodul 5.11 "Joy to the World" |
| 2009      | In Plain Sight                      | Helen Trask/Helen Traylen        | episodul 2.13 "Let's Get It Ahn" |
| 2010      | Psych                               | Maudette Hornsby                 | episodul 5.12 "Dual Spires" |
| 2012      | Bigfoot                             | Sheriff Becky Alvarez            | Syfy TV movie |
| 2012      | Project: Phoenix                    | Ellena Hyland                    | web series pilot |
| 2013      | Magic City                          | Madame Renee                     | recurring role (4 episodes) |